# 大江埔 (香港)

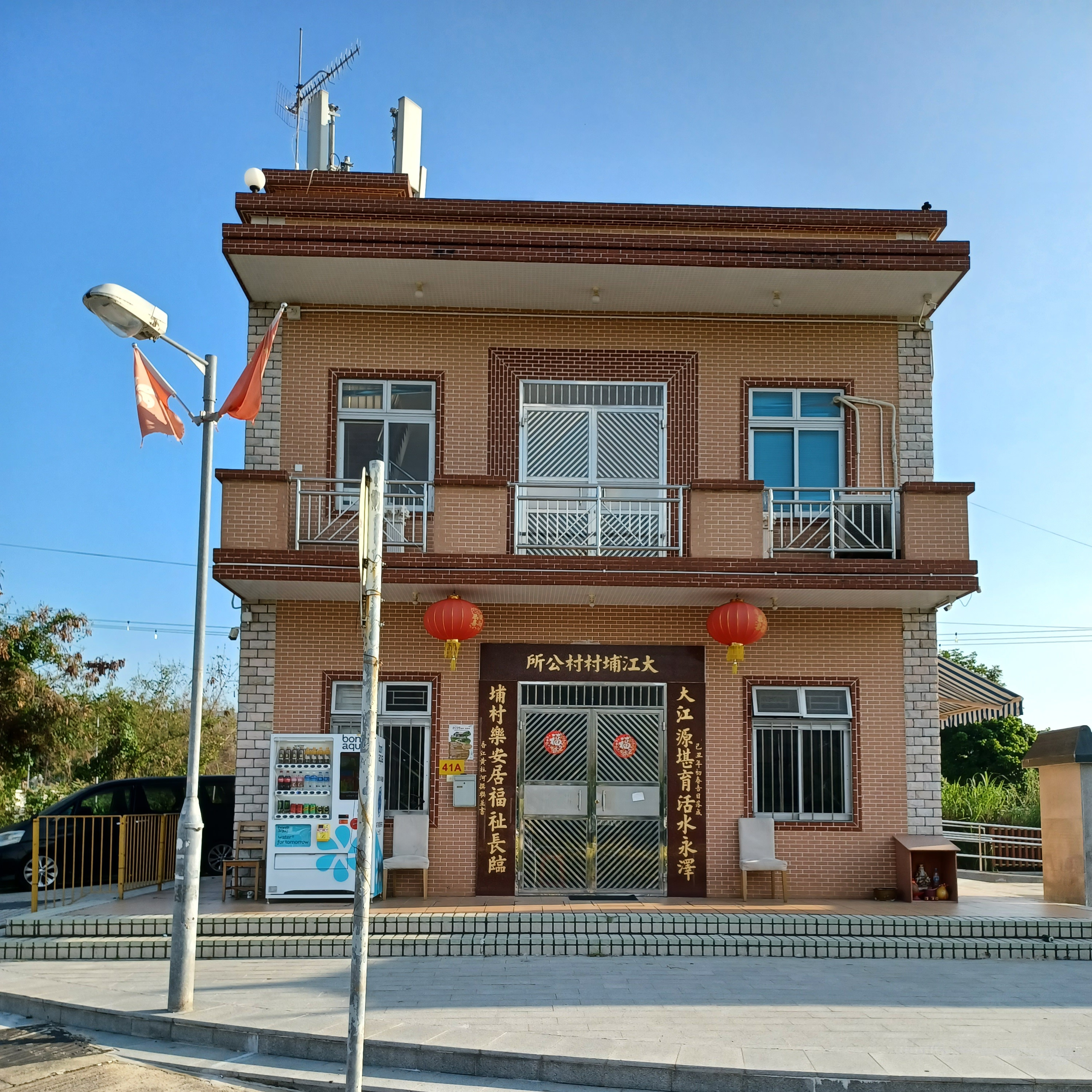
大江埔村村公所（2022年4月）

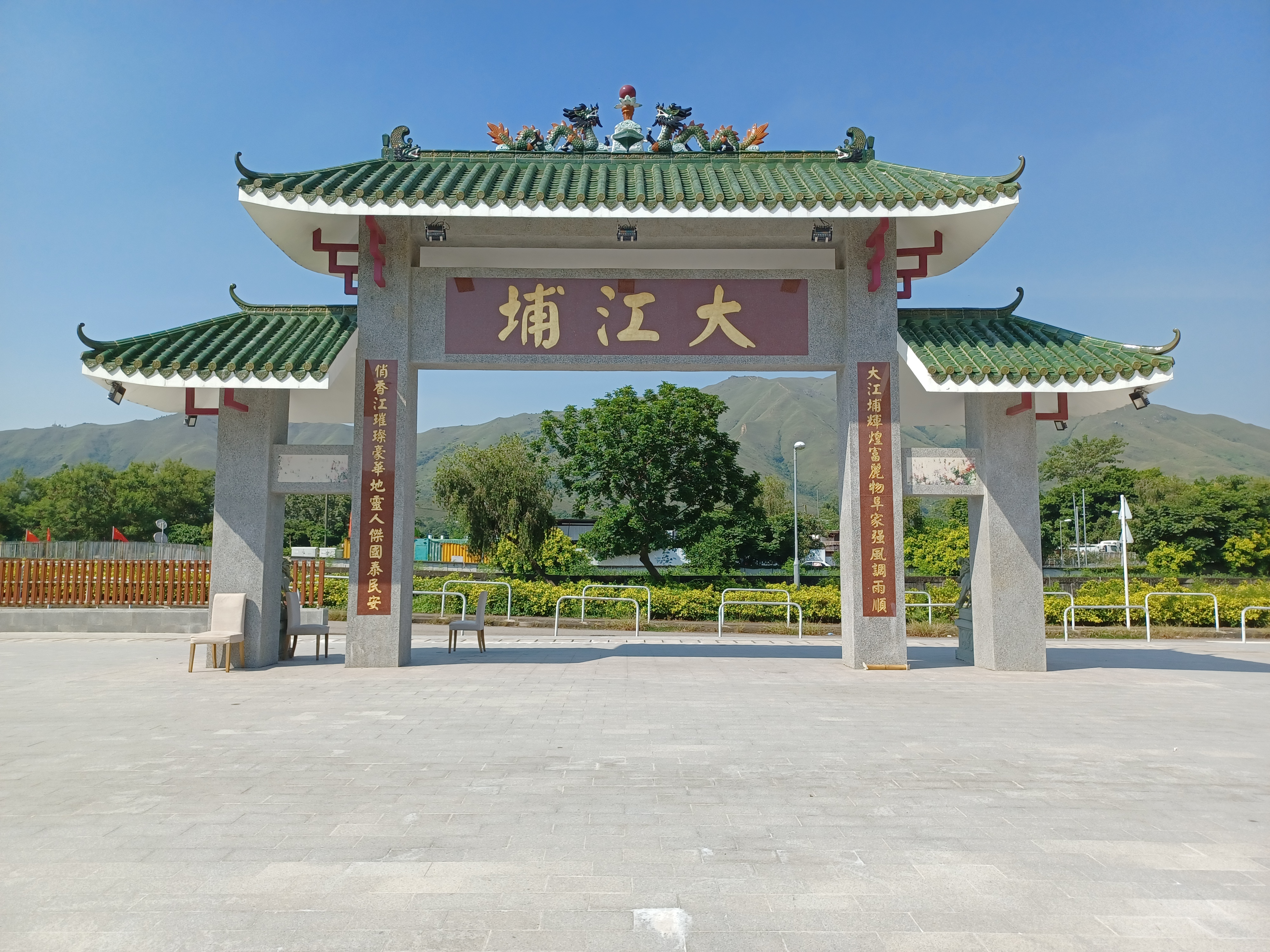
大江埔牌樓（2022年9月）

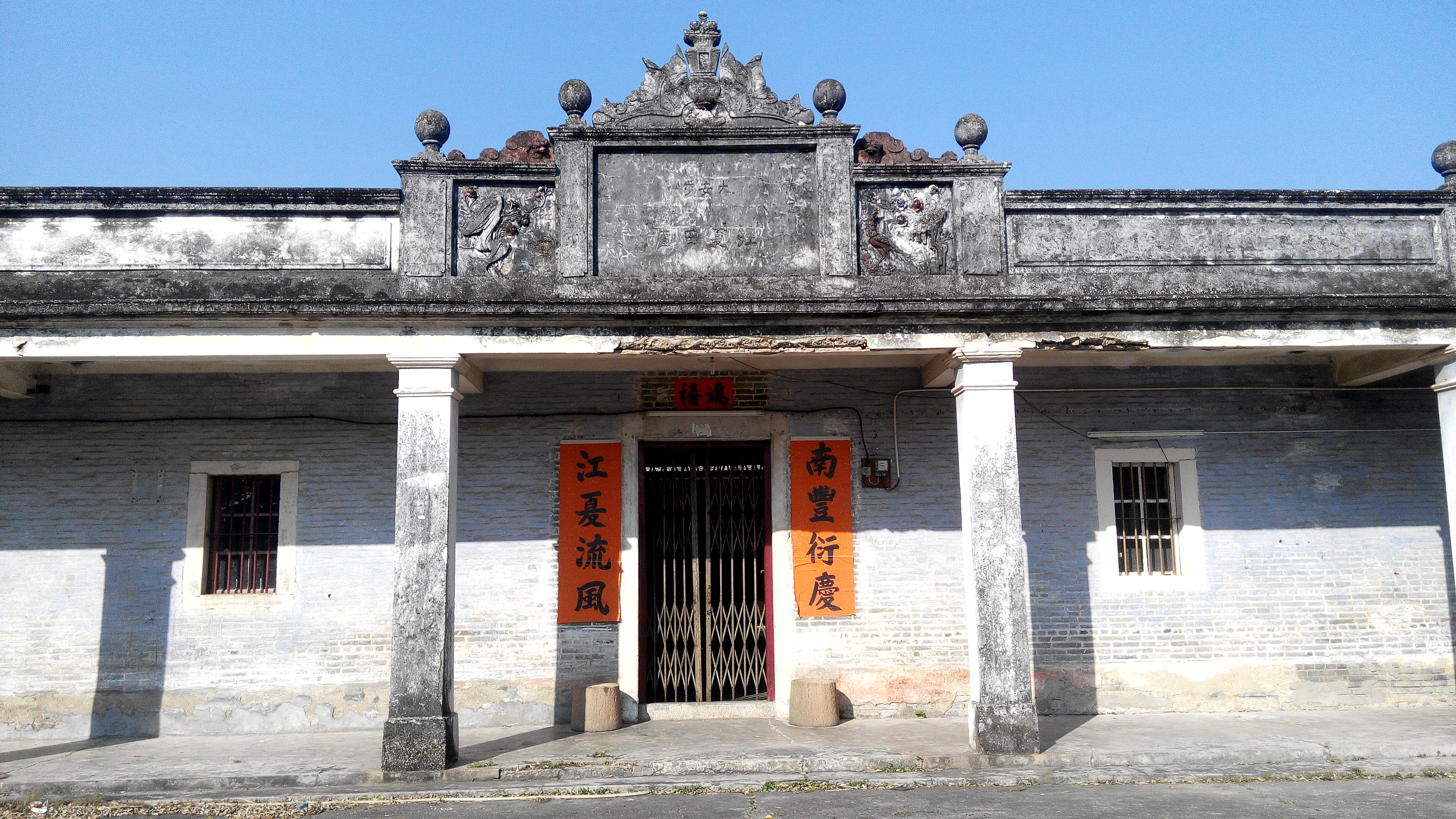
位於大江埔198-199號的江夏田廬為一幢二級歷史建築。攝於2014年12月。

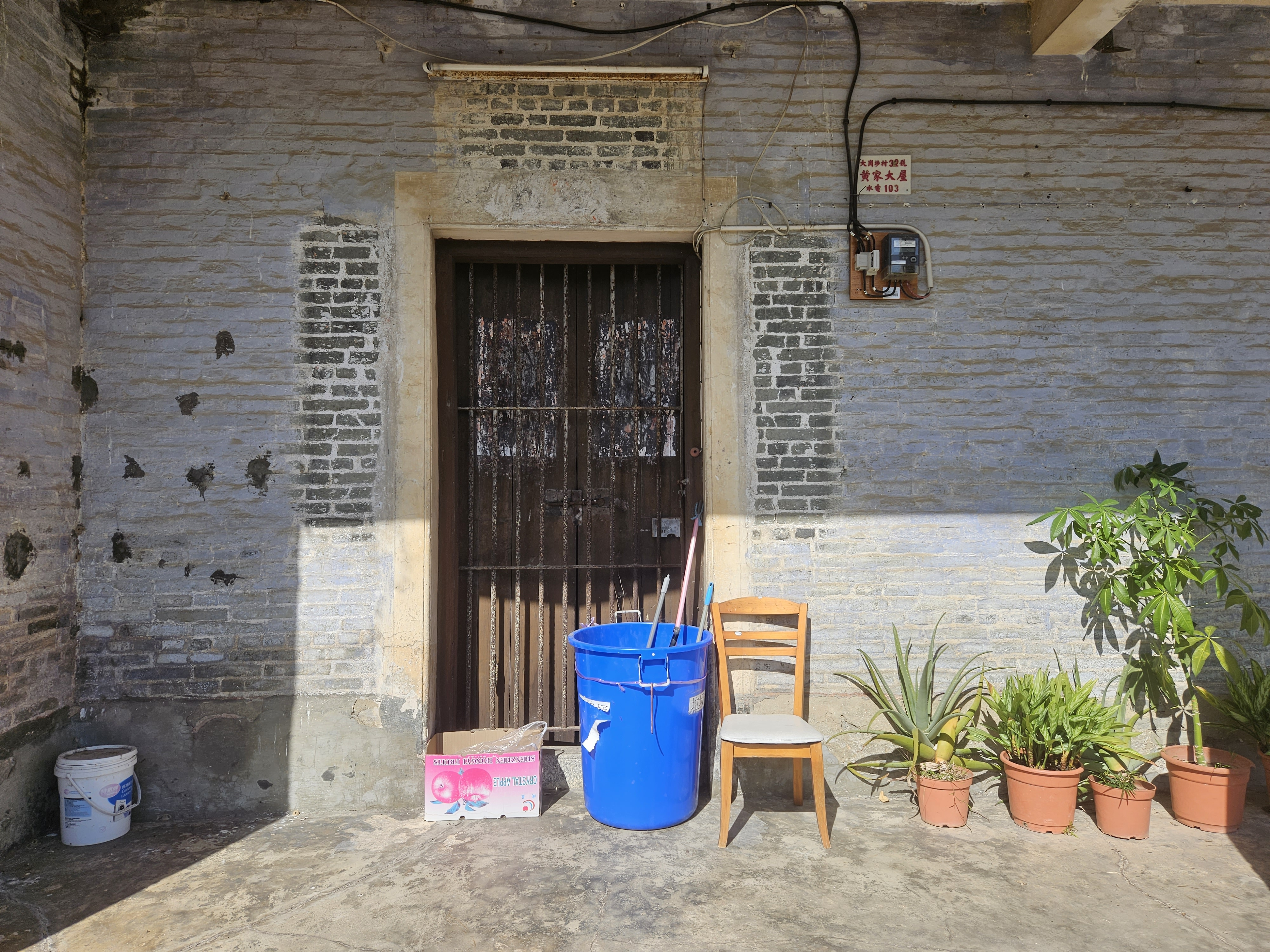
江夏田廬又名黃家大屋

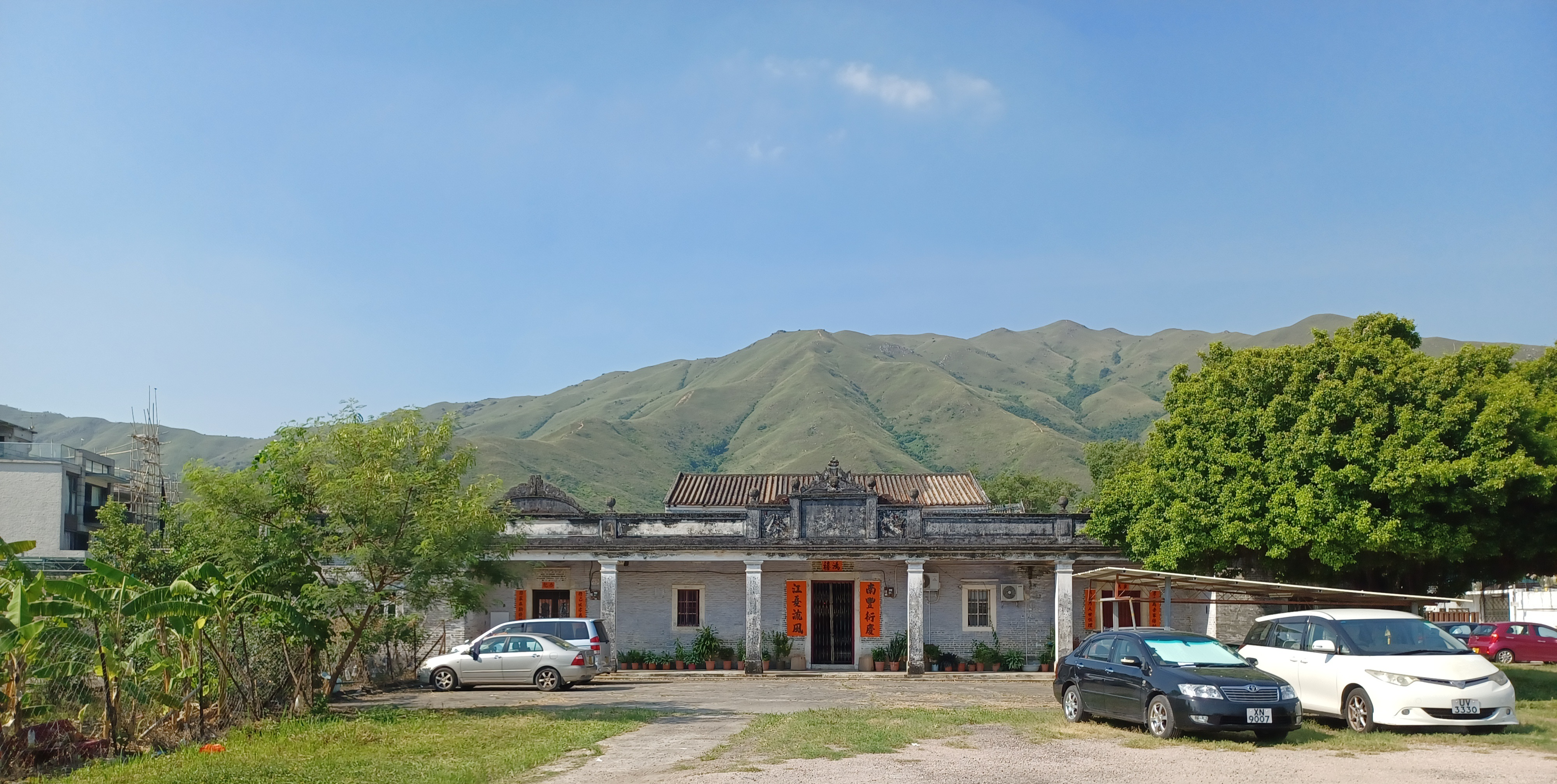
江夏田廬全景

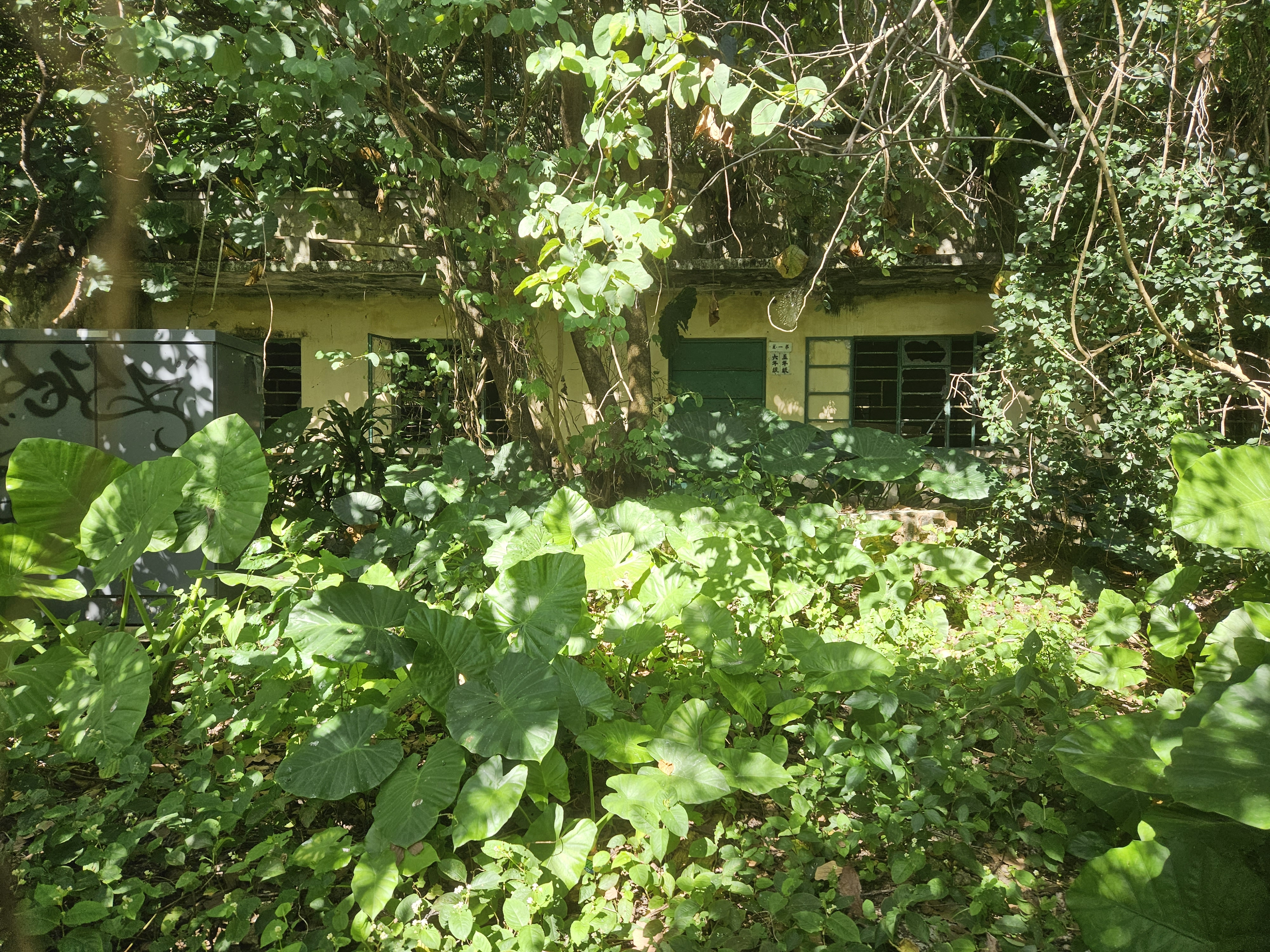
大江埔村前泰安公立學校

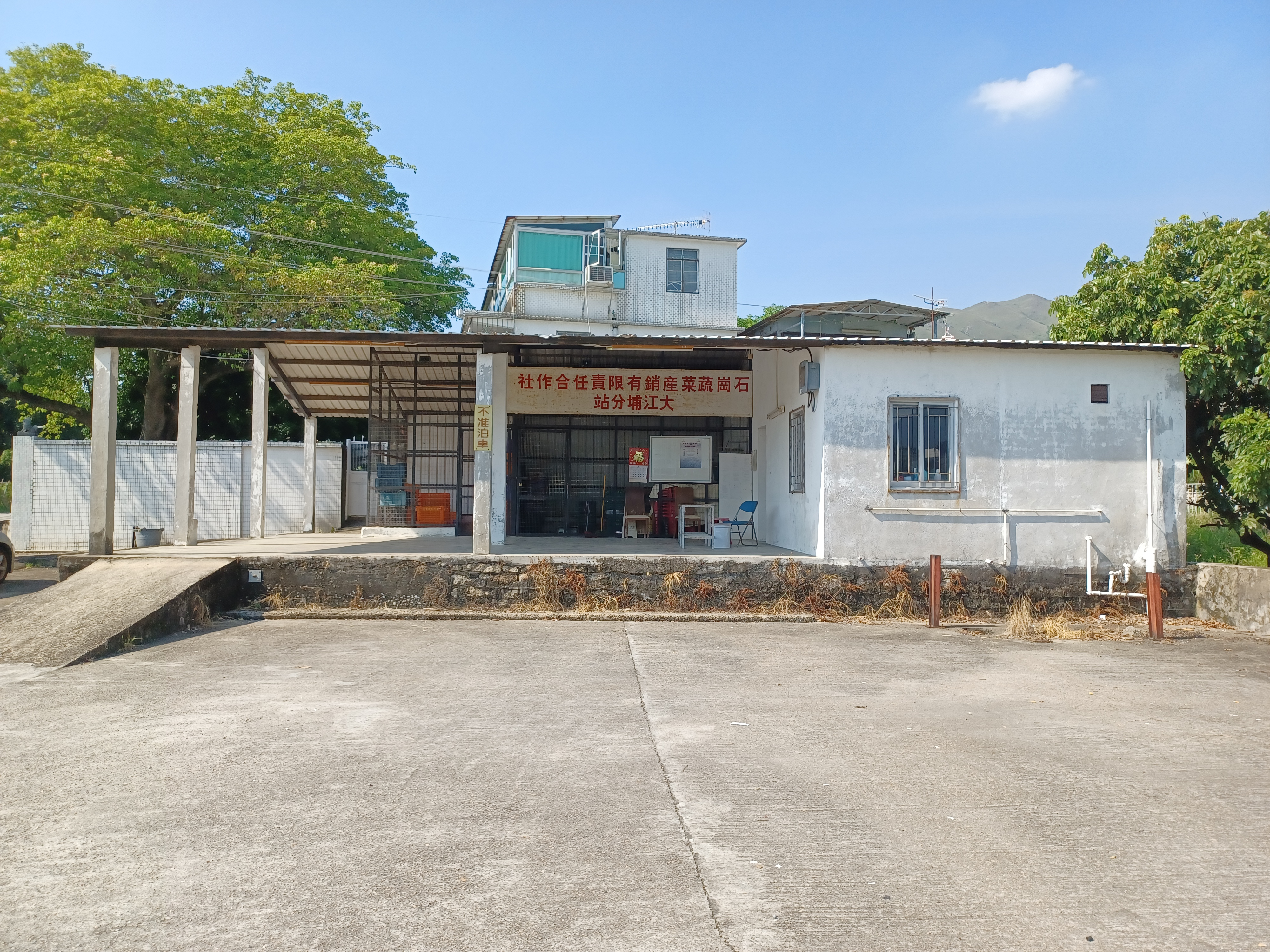
石崗蔬菜產銷有限責任合作社大江埔分站

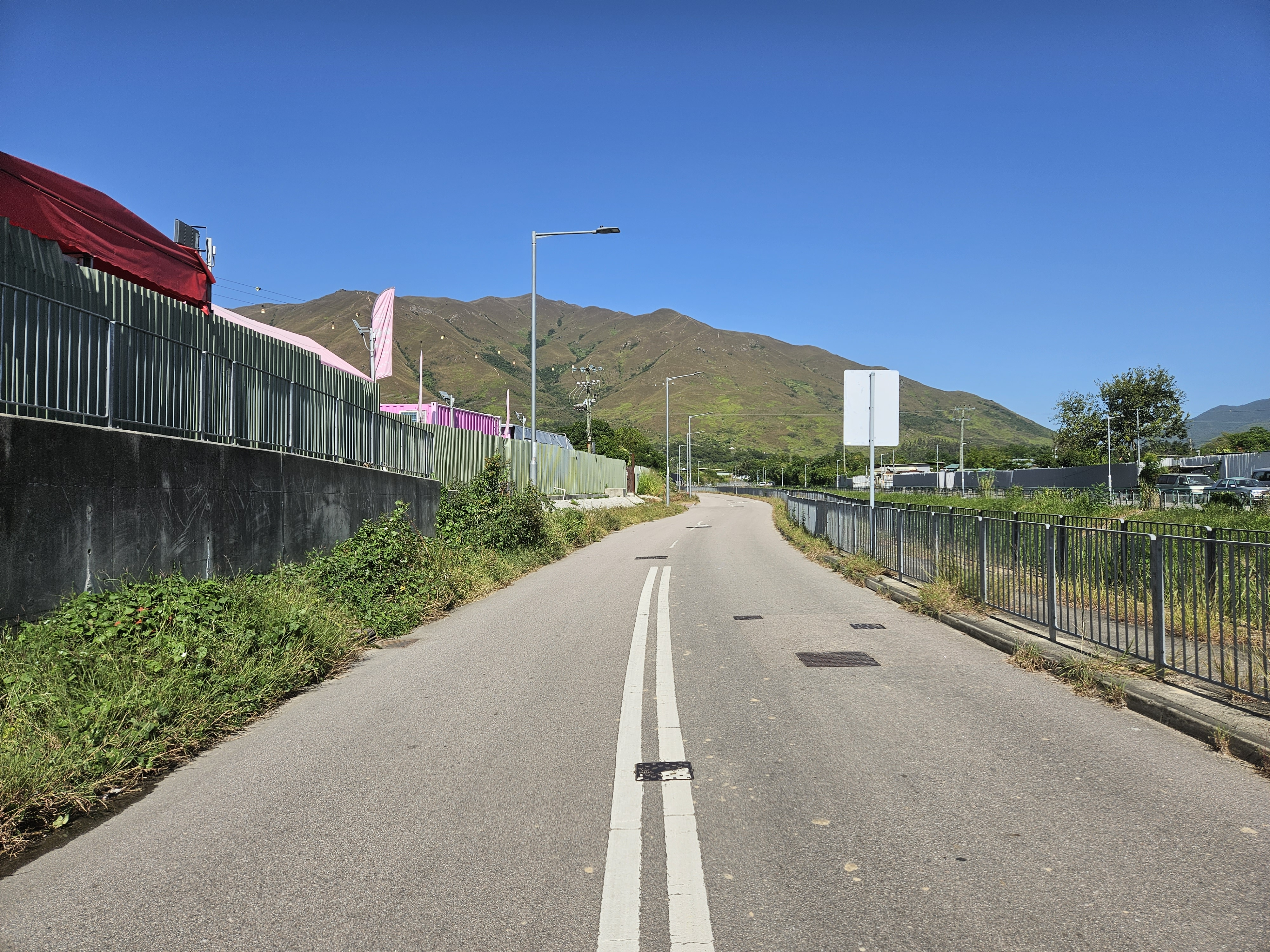
村內道路「江埔路」

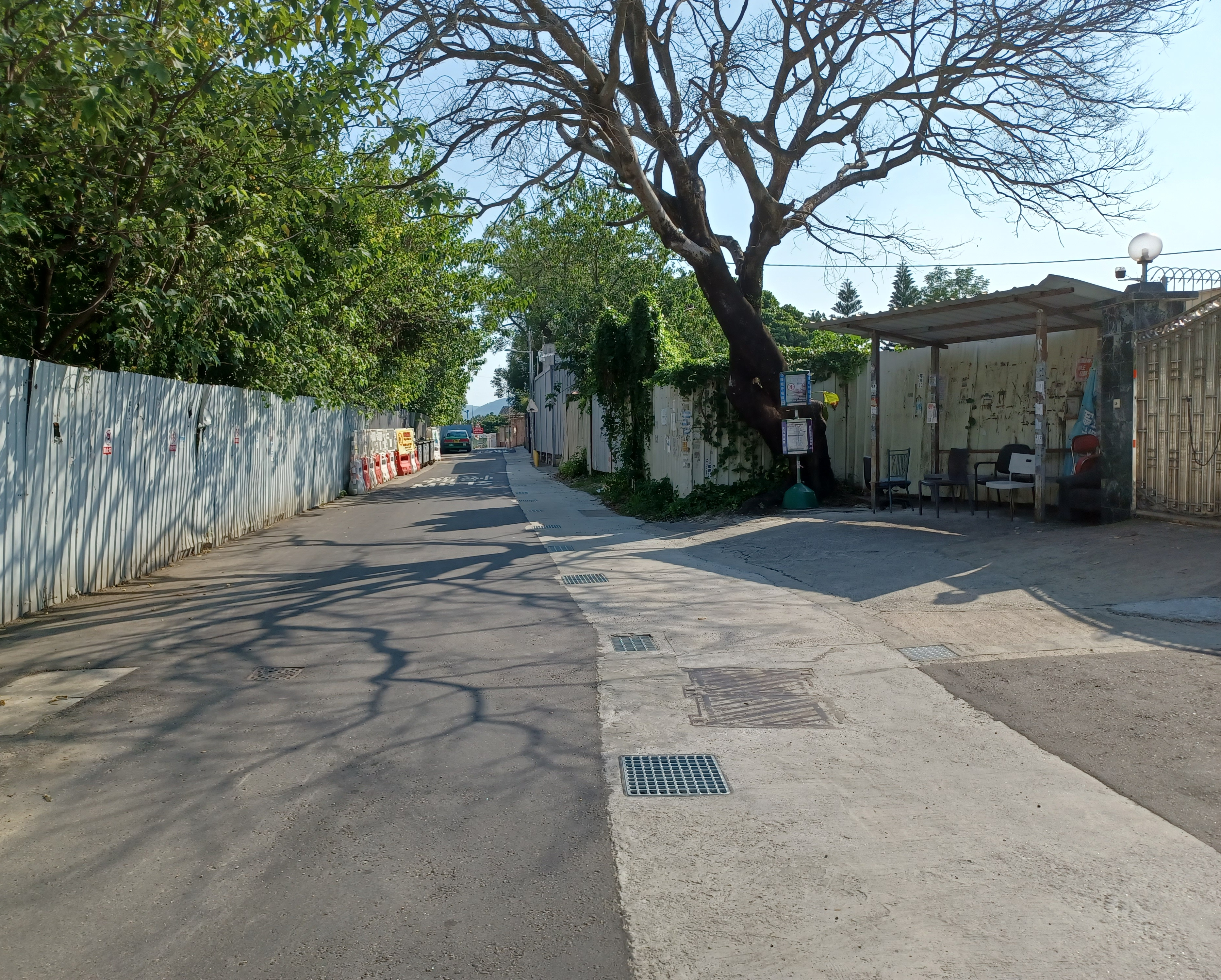
村內主要道路「江大路」與新界區專線小巴602線小巴總站（右）

大江埔（英語：Tai Kong Po）是一條位於香港元朗區八鄉的鄉村。

## 行政區劃
大江埔是新界小型屋宇政策下其中一條認可鄉村。在選舉劃分上，該村被劃為元朗鄉郊東選區，現任區議員為梁明堅與徐君紹。

## 外部連結
- 居民代表選舉大江埔村（八鄉）的劃定現有鄉村範圍（2019至2022年） （页面存档备份，存于）
- 古物諮詢委員會「1444幢歷史建築物簡要」：錦田大江埔198-199號江廈田廬 （页面存档备份，存于）（圖片 （页面存档备份，存于））
- 跑遊元朗八鄉 (7) － 大江埔江夏田廬 黃氏認宗詩 （页面存档备份，存于）

22°26′49″N 114°04′32″E / 22.446936°N 114.075621°E